# 日向紬
日向 紬（ひなた つむぎ、2000年9月16日 - ）は、日本の舞台女優・女優。2024年1月よりACALINO TOKYO所属。あわせて旧名の「さち」から「日向 紬」へ活動名を変更。

## 人物
- 特技 - バレーボール、ジャズダンス、ヒップホップ

## 出演

### 舞台
- エクレール・シアター『Laugh&Serious』（2024年）- 菱あずみ 役
- 満腹企画「MAGIAGIA -マギアギア-」（2023年）- キャリー 役
- 学生演劇集団 らんば「ゴーストマスター」（2022年）- 猫場姉 役
- 学生演劇集団 らんば「ナガミハイツ101号室にて」（2022年）- 主演：ミハル 役
- 学生演劇集団 らんば「ピアノの鍵盤とおにぎりは白と黒がいい。」（2022年）- 主演：ツキ役

### CM
- プロスポーツチーム応援キャンペーン（2022年）
- 女性のがん検診受診促進「ほっとかないで、ほっとしよう。」 （2022年）
- JONAI SQUARE MONPE 2022 POP UP ~独り暮らし篇~（2022年）

### ラジオCM
- AIG損害保険（2022年）

### イベント
- SCRAP×ラブライブ! サンシャイン!! Presents「輝け!Aquours」（2022年）